# Лукомский, Пётр Ильич
Пётр Ильи́ч Луко́мский  (1892—1935) — русский военный деятель, один из командиров Красной армии, участник Первой мировой и Гражданской войн.

## Биография
Пётр Ильич Лукомский родился 29 июня 1892 года в Харькове.
Участник Первой мировой войны. Фельдфебель.
В декабре 1917 года вступил в члены РСДРП(б). С 1918 года состоял в рядах РККА.
С первых дней Гражданской войны принимал участие в боях в рядах РККА. Занимал должности: командир партизанского отряда, начальник политотдела 5-й армии, комиссар 1-й Заднепровской дивизии, командир 9-й кавалерийской бригады 3-й стрелковой дивизии, военный комиссар 15-й Инзенской стрелковой дивизии.
В декабре 1919 года партизанский отряд под командованием П. И. Лукомского в боях против белогвардейской конницы под городом Чугуев, сражаясь с превосходящими силами противника, обеспечил занятие северной части города и её оборону до подхода пехоты Красной армии. За личное мужество и храбрость Лукомский был награждён орденом Красного Знамени.
В октябре-ноябре 1919 года в боях за город Новосиль П. И. Лукомский командовал конно-партизанским отрядом. Своими решительными и смелыми действиями способствовал успешному наступлению войск Красной Армии, овладению ими станции Полевая и захвату белогвардейского бронепоезда «Офицер». Был удостоен второго ордена Красного Знамени.
29 марта 1933 года за отличия в боях Гражданской войны против деникинцев на Южном фронте Лукомский был награждён третьим орденом Красного Знамени.
После Гражданской войны Лукомский был уездным военкомом в городе Ялта, военкомом Джанкойского окружного военкомата, Донецкого губвоенкома, областного военкомата Дагестана.
В 1922 году был комиссаром 9-го стрелкового корпуса. Был участником XI съезда РКП(б).
С 1923 года комиссар Военно-морской академии.
В 1924—1927 годах начальник и комиссар Военно-морского инженерного училища.
В 1927 году уволен в долгосрочный отпуск.
Последние годы жизни работал начальником морского порта в Ялте. При нём началось строительство здания ялтинского морвокзала.
Умер Пётр Ильич Лукомский 5 июля 1935 года в Ялте. Похоронен в Воинском некрополе Ялты.
С 20 декабря 2016 года Могила П.И.Лукомского, борца за Советскую власть, местонахождение Республика Крым, городской округ Ялта, пгт. Ливадия, Севастопольское шоссе, поселковое кладбище была включена в Реестр культурного наследия народов России со статусом объект регионального значения.   Объект культурного наследия народов РФ регионального значения. Рег. № 911710901400005 (ЕГРОКН)

## Память
- В Одессе именем П. И. Лукомского названа улица и переулок.
- Его именем были названы 3 теплохода: «Пётр Лукомский» (тип «Заря»)[5], «Пётр Лукомский» (тип «Алмаз / Магнолия»)[6] и «Пётр Лукомский» (тип «Радуга»)[7]